# Villa Da Porto Barbaran
Villa Da Porto, o più dettagliatamente Villa Da Porto, Da Porto Barbaran, Bastianello dai cognomi delle famiglie che ne acquisirono la proprietà negli anni, è una villa veneta risalente al XVII-XVIII secolo, su preesistenze del XV secolo, situata a Montorso Vicentino, provincia di Vicenza, ai piedi del colle della Fratta (Prealpi Vicentine).
Il complesso, composto principalmente dall'edificio padronale, con prospetto principale rivolto a sud, dalla barchessa porticata su basamento e dalla torre colombaia, attribuito a un progetto di Carlo Borella, occupa con le sue adiacenze una vasta area aperta recintata. La facciata della villa, che conserva l'aspetto dell'ultima ristrutturazione del 1724, è caratterizzata da un'impostazione neoclassica, impreziosita dalla grande scalinata e dal pronao che introduce all'atrio. Fu abitazione, tra gli altri, dello storiografo e scrittore Luigi da Porto, che qui si ritiene aver ideato e scritto la novella Historia novellamente ritrovata di due nobili amanti nota per essere stata da ispirazione al drammaturgo William Shakespeare per la più nota tragedia Romeo e Giulietta (The Most Excellent and Lamentable Tragedy of Romeo and Juliet). 
La villa, che già nel Seicento aveva un aspetto maestoso ed imponente, subì un'importante ristrutturazione a partire dalla seconda metà di quel secolo, terminando i lavori nel 1724. Essa aveva allora pianta simmetrica sinché, circa un secolo dopo, per cause ignote, scomparve l'ala sinistra. Il suo aspetto venne ulteriormente compromesso sul finire della Grande Guerra, allorché venne occupata dalle truppe inglesi che, per riscaldarsi, bruciarono qualunque materiale ligneo al suo interno, oltre agli arredi ed alle decorazioni, gli infissi e persino i cassettoni ed alcune travature dei soffitti.